# Alfenense Futebol Clube
O Alfenense Futebol Clube é um clube de futebol brasileiro da cidade de Alfenas, no estado de Minas Gerais. Suas cores são verde e branco, e tem um mascote interessante que é o Hulk, personagem fictício da Marvel.
Seu jogador mais famoso foi Tatau, que marcou o time pelo gol da vitória em 1980 contra o Atlético Mineiro  O clube foi vice-campeão do Campeonato Mineiro de Futebol da Segunda Divisão em 1983.
Em 2015, Boaventura Passos Vinhas foi eleito presidente do clube.

## Títulos

### Estaduais
- Torneio Incentivo Mineiro - FMF: 1979.